# Demoulinia
Demoulinia is een geslacht van haften (Ephemeroptera) uit de familie Baetidae.

## Soorten
Het geslacht Demoulinia omvat de volgende soorten:
- Demoulinia assimilis
- Demoulinia crassi
- Demoulinia insularis